# Randall County
Randall County är ett administrativt område i delstaten Texas, USA, med 120 725 invånare (2010). Den administrativa huvudorten (county seat) är Canyon.

## Geografi
Enligt United States Census Bureau så har countyt en total area på 2388 km². 2 367 km² av den arean är land och 21 km² är vatten.  

### Angränsande countyn
- Potter County - norr
- Armstrong County - öster
- Swisher County - söder
- Castro County - sydväst
- Deaf Smith County - väster